# John Danyel
John Danyel   (Somerset, 1564 (Gregorià) - Londres, 1626), també John Daniel, fou un llaütista anglès i compositor. Va ser el germà menor del poeta Samuel Daniel.
Fou cantor de l'església de Jesucrist d'Oxford, i deixà una col·lecció de cançons titulada Coy Daphne Fled, vers la nimfa Daphne i el seu destí, i Like like laute delights (Londres. 1606).